# Harry Secombe
Pour les articles homonymes, voir Secombe.
Harry Donald Secombe, né le 8 septembre 1921, mort le 11 avril 2001, a été un artiste animateur gallois doué pour la comédie et disposant d'une belle voix de ténor. Il est surtout connu pour son interprétation de Neddie Seagoon, personnage central de la série comique The Goon Show radiodiffusée par la BBC de 1951 à 1960. Il a aussi participé à des comédies musicales et est devenu, dans la dernière partie de sa vie, un présentateur de télévision à succès pour des émissions consacrées au chant religieux, en particulier à l'interprétation des cantiques de la liturgie anglicane.

## Biographie et carrière

### Premières années
Né dans une maison à loyer modéré de St Thomas à Swansea, troisième d'une fratrie de quatre enfants, Harry Secombe est le fils de Frederick Ernest Secombe, épicier, et de Nellie Jane Gladys, née Davies, gérante de magasin,. À l'âge de 11 ans, il est admis à Dyvenor School, école secondaire publique située dans le centre de Swansea.
La famille Secombe fréquente l'église St Stephen de Danygraig, où le jeune Harry est membre du chœur. Dès l'âge de douze ans, il joue dans un sketch pour les œuvres de la paroisse, Galanterie galloise, où il sert de faire-valoir à sa sœur Carol. Son frère aîné, Fred Secombe, a publié plusieurs ouvrages sur son expérience de prêtre et de curé anglican.

### Service militaire et rencontre avec Spike Milligan
Après avoir quitté l'école en 1937, Harry Secombe devient caissier chargé des salaires dans un grand magasin Baldwin. L'année suivante, il s'engage dans l'armée territoriale en tant qu'artilleur. Au cours de la Seconde Guerre mondiale, il sert en Afrique du Nord, en Sicile et en Italie dans une unité qu'il appelle « Les tireurs d'élite à huit kilomètres »,.
Sa première rencontre avec Spike Milligan date de cette période, lors d'une mission en Tunisie. Le calibre des canons de Spike Milligan était trop gros pour les fosses utilisées par les batteries d'artillerie de l'unité où servait Secombe. La plupart des serveurs étaient partis et seuls restaient quelques éléments logés sous la tente au pied des falaises surplombant l'ancienne position. Les officiers commandant la batterie de Secombe ayant négligé de faire agrandir les fosses, le canon où servait Milligan se trouva propulsé en dehors dès la première salve et tomba juste devant la tente de Secombe. « Ils nous balancent des canons maintenant ! », telle fut la pensée qui l'assaillit à cet instant. Sur quoi, le rabat de la tente s'ouvrit, Spike Milligan passa la tête dans l'ouverture et dit de sa voix « Eccles »,, « Quelqu'un a vu un canon ici ? » et Secombe de répondre : « De quelle couleur ? ».
Lorsque Secombe se rendit aux Malouines pour distraire les troupes après la guerre de 1982, son ancien régiment le promut au grade de sergent trente-sept ans après qu'il eut été démobilisé.

### L'animateur

#### Le Windmill Theatre etWelsh Rarebit
En 1946, Harry Secombe rejoint la troupe du Windmill Theatre avec, pour fil directeur, un schéma mis en œuvre en Italie sur les aléas du rasage. Il y raconte, entre autres, qu'il pouvait toujours compter sur ses talents de chanteur pour lui sauver la vie lors des bombardements. Spike Milligan et Peter Sellers, ses comparses, ont assuré que c'est grâce à lui que le sketch a gardé l'affiche, alors que les propriétaires du théâtre désiraient se débarrasser d'eux.
Après cette expérience au théâtre Windmill, il entreprend une tournée en régions, puis est recruté comme acteur comique en résidence pour la série galloise intitulée Welsh Rarebit, que suivent des rôles épisodiques dans Variety Handbox et une participation permanente à Educating Archie.

#### Rencontre avec Michael Bentine
La rencontre avec Michael Bentine date du Windmill Theatre ; celle avec Peter Sellers est due à l'agent de Secombe, Jimmy Crafton. Ainsi se constitue le célèbre quatuor Harry Secombe, Spike MIlligan, Peter Sellers, Michael Bentine qui écrit une comédie pour la radio intitulée Crazy People (« Les cinglés »), produite par Peter Ross de la BBC. La pièce devient vite The Goon Show, dont les débuts datent du 28 mai 1951 et qui garde l'antenne jusqu'en 1960. Harry Secombe y tient le rôle de Neddie Seagoon, personnage situé au centre de nombre d'intrigues et de situations absurdes.
Le succès du Goon Show est tel que Secombe en vit très confortablement. Cependant, il mène une carrière double d'acteur et de chanteur. Au début de sa carrière, il terminait ses sketchs par une version parodique du duo Sweethearts où il tenait les voix de baryton et de fausset. Ayant été l'élève de maître italien Manlio di Veroli, il se fait bientôt un nom comme ténor de bel canto et enregistre nombre d'albums à succès.

#### Le chanteur et l'acteur de cinéma
En 1958, il joue dans le film tourné aux studios de Ealing, Jet Storm, avec Dame Sybil Thorndike et Sir Richard Attenborough (dans le rôle de Davy).
Ses talents de chanteur lui ouvrent la voie de nombreuses comédies musicales, dont la plus célèbre est Pickwick où il tient le rôle-titre, produite en 1963 dans le West End et fondée sur The Pickwick Papers de Charles Dickens.
C'est dans cette comédie que figure son tube "If I Ruled the World" qui lui sert ensuite d'indicatif. En 1965, ce spectacle fait l'objet d'une grande tournée aux États-Unis, au cours de laquelle à Broadway, il reçoit une nomination à la Tony Award en tant que meilleur acteur de comédie musicale. Il joue également dans The Four Musketeers (« Les quatre mousquetaires ») en 1967, tient le rôle du sacristain Mr Bumble dans le film Oliver ! de Carol Reed, produit en 1968 par Lionel Bart. En 1971, il joue dans la partie « Envie » du film The Magnificent Seven Deadly Sins, produit et mis en scène par Graham Stark.
Son spectacle The Harry Secombe Show, commencé le jour de Noël 1968 sur BBC One reste à l'antenne jusqu'en 1973 et comprend trente et un épisodes. C'est une comédie à sketchs avec Julian Orchard comme faire-valoir, à laquelle participe Spike Milligan des Goons et des acteurs vedettes de l'époque tels que Ronnie Barker et Arthur Lowe. Harry Secombe se produit aussi dans le rôle-titre de spectacles comiques comme Sing a Song of Secombe et Secombe with Music qui tiennent l'affiche dans les années 1970.

### Fin de carrière
Dans la dernière partie de sa vie, Harry Secombe, dont le frère Fred a été prêtre anglican de l'église galloise, attire un nombreux public comme présentateur de programmes religieux, tels que Songs of Praise (« Cantiques de louanges ») pour la BBC et Highway pour ITV. Il a également été consultant pour Harlech Television (HTV).
En 1981, il est anobli par la reine Élisabeth II, comme Sir Harry Secombe et il se qualifie désormais de Sir Cumference, jeu de mots sur circumference, prononcé comme le précédent, en honneur à sa corpulence. En 1990, il fait partie des rares célébrités qu'a honorées deux fois la prestigieuse émission télévisée This is Your Life (« Voici votre vie »), la première ayant eu lieu en 1958.

### Les dernières années et la mort
Victime d'un accident vasculaire cérébral (AVC) en 1997, dont il se remet avec peine, il est atteint l'année suivante d'un cancer de la prostate. En 1999, il est victime d'une second AVC qui le force à renoncer à la télévision. Cependant, il réalise un documentaire sur sa maladie pour encourager ses concitoyens victimes du même mal. De plus, Harry Secombe souffre de diabète vers la fin de sa vie.
Il meurt le 11 avril 2001 à l'âge de 79 ans à l'hôpital de Guildford, dans le Surrey. Ses cendres sont inhumées à l'église paroissiale de Shamley Green ; un office religieux a été célébré en sa mémoire à l'Abbaye de Westminster le 26 octobre 2001. Outre la famille et les proches, se trouvaient parmi l'assistance le Prince de Galles et des représentants du Prince Philip, duc d'Édimbourg, de la Princesse Anne, de la Princesse Margaret et du Prince Edward, duc de Kent.
Sur sa tombe est inscrite l'épitaphe "To know him was to love him" (« Qui le connaissait l'aimait »).
Le théâtre de Sutton à Londres, a pris son nom et s'appelle The Secombe Theatre.

## Famille de Harry Secombe
Harry Secombe a rencontré son épouse Myra Atherton au hall de danse Mumbles. Le mariage a été célébré en 1948. De cette union sont nés quatre enfants : Jennifer, qui servit d'agent à son père, (1930-2009), Andy, actrice de cinéma, voix de doublage et auteur, David, écrivain et photographe, Katy, actrice.

## Œuvres

### Ouvrages
- An Entertaining Life, Préface de Charles, Prince de Galles, Londres, Robson Books[10].
- Arias and Raspberries, Londres, Robson Books, 1989.
- Strawberries and Cheam, Londres, Robson Books, 1997.
- The Goon Omnibus (Goon For Lunch), Londres, The Companion Book Club, 1978.
- Twice Brightly, Londres, Robson Books, 1974.

### Discographie

#### Singles
- Sur la Motley (1955).
- Bless This House (1960) (« Que cette demeure soit bénie »).
- If I Ruled the World (1963) (« Si je gouvernais le monde »).
- This Is My Song (1967) (« Voici mon chant »)[N 3],[11].

#### Albums
- Chants sacrés (1962)
- Secombe's Personal Choice (1967) (« La sélecrion de Secombe »).
- If I Ruled the World (1971) (« Si je gouvernais le monde »).
- Bless This House (« Que cette demeure soit bénie ») : « 20 Songs Of Joy » (20 Chants de joie) (1978)[12].
- Captain Beaky and His Band[13].

### Filmographie
- Pepys and So to Bed (1983) (TV), Pepys (prononciation : [pi:ps]).
- Sunstruck (1972)… . Stanley Evans.
- The Magnificent Seven Deadly Sins (1971) ("Envy").
- "Stars on Sunday", invité pour 3 épisodes (1971).
  - Épisode du 4 avril 1971 (1971), épisode TV, invité.
  - Épisode du 21 mars 1971 (1971), épisode TV, invité.
  - Épisode du 7 février 1971 (1971), épisode TV, invité.
- Song of Norway (1970), Bioernstjerne Bjoernson.
- Doctor in Trouble (1970), Llewellyn Wendover.
- The Peapicker in Piccadilly (1969) (TV).
- The Bed Sitting Room (1969), Shelter Man (L'Ultime Garçonnière de Richard Lester).
- Pickwick (1969) (TV), Mr Pickwick.
- Q5, invité (1 épisode, 1969).
  - Épisode du 1er avril 1969, épisode TV (voix), invité spécial.
- Rhubarb (1969), Rev. Rhubarb.
- Oliver! (1968), Mr. Bumble.
- "The Bruce Forsyth Show" (1 épisode, 1967).
  - Épisode du 2 février 1967, épisode TV.
- Ninety Years On (1964) (TV), One Man Show.
- The Royal Variety Performance 1963 (1963) (TV), Pickwick.
- "The Telegoons" (1963), série TV, Neddy Seagoon.
- Jet Storm (1959), Binky Meadows.
- Davy (1958), Davy Morgan.
- "The Harry Secombe Show" (1955) TV series.
- Channel Nine (1955) (TV), One Man Show.
- Svengali (1954), Barizel.
- Forces' Sweetheart (1953), Harry Llewellyn
- Down Among the Z Men (1952), Harry Jones.
- Goonreel (1952) (TV).
- Penny Points to Paradise (1951), Harry Flakers
- Penny Point - International (titre anglais, version différemment montée).
- Fake's Progress (1950), commentateur.
- Helter Skelter (1949), Alf.

### Autres
- La BBC a publié l'intégralité de la série Goon Show dans Radio Collection, en version CB ou cassette audio (2001).